# Нора Арнезедер
Нора Арнезедер (фр. Nora Arnezeder; нар. 8 травня 1989, Париж, Франція) — французька акторка та співачка; лауреатка премії «Люм'єр» як найперспективніша акторка.

## Раннє життя
Народилася в Парижі, Франція. Має австрійсько-єврейське походження: її батько, Вольфганг Арнезедер, — австрієць-католик, а мати, П'єра Шиназі, має єгипетсько-сефардські (єврейські) корені. У середній школі вивчала акторську майстерність, танці та спів у театральній школі Флоран.

## Кар'єра
Перша головна роль Арнезедер була у 2008 році у фільми «Париж! Париж!» режисера Крістофа Барратьє, за яку вона отримала премію «Люм'єр», а також премію «Етуаль д'Ор» (Золоті зірки французького кіно). Також пісня «Loin de Paname», яку Арнезедер виконала у фільмі, була номінована на найкращу пісню до фільму на 82-й церемонії вручення премії «Оскар».
У 2009 році Арнезедер була обличчям аромату L'Idylle від одного з найстаріших у світі будинків парфумерії Guerlain.
У 2012 році знялася в американському шпигунському бойовику «Код доступу „Кейптаун“», де зіграла кохану дівчину головного героя (роль якого виконав Раян Рейнольдс). У тому ж році вона з'явилася в ролі Селії в американській містичній драмі «Слова», яка була представлена на кінофестивалі «Санденс». Також у 2012-му Арнезедер зіграла головну роль у слешері «Маніяк».
У 2013 році вона була головною актрисою в драматичному пригодницькому фільмі «Анжеліка, маркіза янголів» режисера Аріеля Зейтуна. Пізніше, у 2015—2017 роках, з'явилася в ролі Хлої Тусіньян, слідчої французької розвідки, в головному акторському складі перших двох сезонів серіалу CBS «Звіринець».
Між 2014 та 2018 роками Арнезедер знялася в шести епізодах серіалу «Моцарт у джунглях», граючи Анну-Марію.
Акторка зіграла головну роль Евелін Рей в одному сезоні науково-фантастичного серіалу «Походження» (2018), прем'єра якого відбулася на YouTube Premium (тодішня назва — YouTube Red).
У 2021 році Арнезедер зіграла Ліллі-Койота у фільмі Зака Снайдера «Армія мерців», що вийшов на Netflix. Того ж року знялася в англомовному німецько-швейцарському науково-фантастичному трилері «Чужа земля» (або «Припливи»), зігравши головну роль Блейк.
У 2022 році взяла участь у мінісеріалі Paramount+ «Пропозиція» та виконала головну роль Джульєтти в індійському трилері віртуальної реальності «Ле Маск» та головну роль Сьєри Лоба в серіалі «Леопардова шкіра».
У 2024 році вийшов британський фільм «Американська зірка» із Норою Арнезедер у ролі Глорії.